# Militärluftfahrtschule Kaunas
Militärluftfahrtschule Kaunas (lit. Karo aviacijos mokykla) war eine militärische Bildungseinrichtung 1919 und von 1932 bis 1940 in der litauischen (damals) Hauptstadt Kaunas. Die Sonderschule bereitete die Armee-Flieger vor. 

## Geschichte
1919 gab es die erste Absolventen-Reihe der Militärpiloten und Spione. Die ersten Schullehrer waren meist die deutschen Piloten und ein litauischer Militärpilot Pranas Hiksa (1897–1966).
1932 wurde die Luftkriegsschule wieder geöffnet. Es gab Klassen für Offiziere und Unteroffiziere. Die Schulung dauerte zwei Jahre. Die Absolventen bekamen den Rang des Piloten zweiter Stufe. 1937 wurde die Schule erweitert. Man bildete auch die Luftgewehr-Schützen und Mechaniker aus. Die Schulung dauerte dann drei Jahre. Von 1932 bis 1940 wurde die Schule von V. Reymont geführt. Die Militärluftfahrtschule wurde am 18. Oktober 1940 nach der sowjetischen Besetzung  abgeschafft.